# ناستجا كولار
ناستجا كولار (بالسلوفينية: Nastja Kolar)‏ مواليد 15 يوليو 1994 في تسليي، هي لاعبة كرة مضرب سلوفينية تلعب باليد اليمنى وتحتل حالياً المرتبة رقم. 233 (15 ديسمبر 2014) في تصنيف رابطة محترفات كرة المضرب. أعلى تصنيف لها في الفردي كان المركز الـ 178 في سنة 2014. أعلى تصنيف لها في الزوجي كان المركز الـ 246 في سنة 2014.

## النهائيات

### الفردي: 8 (4–4)
| الحصيلة | الرقم | التاريخ        | الدورة              | الأرضية | المنافس           | النتيجة       |
| ------- | ----- | -------------- | ------------------- | ------- | ----------------- | ------------- |
| الفوز   | 1.    | 16 أغسطس 2010  | تشاكوفيتش، كرواتيا  | ترابية  | باولا سيجوي       | 7–5, 6–4      |
| الفوز   | 2.    | 30 مايو 2011   | ماريبور، سلوفينيا   | ترابية  | ماشا زيك بشكيريتش | 7–5, 6–4      |
| الوصافة | 3.    | 19 أغسطس 2013  | بورتشاتش، النمسا    | ترابية  | جويا باربييري     | 2–6, 3–6      |
| الوصافة | 4.    | 2 سبتمبر 2013  | مستري، إيطاليا      | ترابية  | كلير فويرشتاين    | 1–6, 6–7      |
| الوصافة | 5.    | 18 نوفمبر 2013 | شرم الشيخ، مصر      | ترابية  | فيكتوريا كان      | 4–6, 4–6      |
| الفوز   | 6.    | 26 يناير 2014  | كارست، ألمانيا      | سجاد    | ناتيلا دزالاميدز  | 4-6, 6–1, 6–4 |
| الفوز   | 7.    | 21 يونيو 2014  | يستاد، السويد       | ترابية  | ساندرا زانيوسكا   | 6–4, 6–4      |
| الوصافة | 8.    | 22 يونيو 2015  | لينتسرهايدي، سويسرا | ترابية  | تيريزا مارتينكوفا | 3–6, 4–6      |

## روابط خارجية
- ناستجا كولار على موقع رابطة محترفات التنس (الإنجليزية)
- ناستجا كولار على موقع الاتحاد الدولي لكرة المضرب (الإنجليزية)
- ناستجا كولار على موقع كأس بيلي جين كينغ (الإنجليزية)
- ناستجا كولار على موقع خلاصة التنس.كوم (الإنجليزية)
- ناستجا كولار على موقع إي إس بي إن.كوم (الإنجليزية)